# Воссхолл, Лесли
Лесли Биргит Воссхолл (Leslie B. (Birgit) Vosshall; род. 5 июля 1965, Лозанна, Швейцария) — американский молекулярный биолог, специалист в области нейронаук. Доктор философии, профессор Рокфеллеровского университета, где работает с 2000 года, исследователь Медицинского института Говарда Хьюза (HHMI), член Национальных Академии наук (2015) и Медицинской академии (2021) США, а также Американского философского общества (2022).
Выросла в Германии и Нью-Джерси.
Окончила Колумбийский университет (бакалавр биохимии, 1987).
Степень доктора философии по молекулярной генетике получила в 1993 году в Рокфеллеровском университете.
В 1993—1997 годах постдок в Колумбийском университете и там же в 1997—2000 гг. ассоциат-исследователь.
С 2000 года вновь в Рокфеллеровском университете: ассистент-профессор, с 2006 года ассоциированный профессор, с 2010 года — полный профессор, именной профессор (Robin Chemers Neustein Professor). С 2015 года помощник, с 2016 года директор Kavli Neural Systems Institute.
С 2008 года исследователь Медицинского института Говарда Хьюза (HHMI).
Член редколлегии «Current Biology».
Член Американской ассоциации содействия развитию науки.

## Награды и отличия
- Beckman Young Investigators Award[англ.] (2001)
- Early Career Award, Национальный научный фонд (2001)
- McKnight Scholar (2001)
- Presidential Early Career Award for Scientists and Engineers[англ.] (2001)
- John Merck Fund Scholar (2002)
- New York City Mayor’s Award for Excellence in Science and Technology (2005)
- Irma T. Hirschl/Monique Weill-Caulier Trust Research Award (2005)
- Distinguished Teaching Award Рокфеллеровского университета (2005)
- Премия Блаватника для молодых учёных, Нью-Йоркская академия наук (2007)
- Lawrence C. Katz Prize, Университет Дьюка (2009)
- Dart/NYU Biotechnology Alumnae Achievement Award (2010)
- Gill Young Investigator Award (2011)
- Pradel Research Award[нем.] (2020)
- W. Alden Spencer Award[англ.] (2022)
- Perl-UNC Prize[англ.] (2023)
- Премия Диксона (2024)